# Camponotus barbaricus
Camponotus barbaricus är en myrart som beskrevs av Carlo Emery 1905. Camponotus barbaricus ingår i släktet hästmyror, och familjen myror.

## Underarter
Arten delas in i följande underarter:
- C. b. barbaricus
- C. b. eubarbaricus
- C. b. xanthomelas